# Crislan Henrique da Silva de Sousa
Crislan Henrique da Silva de Sousa (sinh ngày 13 tháng 3 năm 1992) là một cầu thủ bóng đá người Brasil.

## Sự nghiệp câu lạc bộ
Crislan Henrique da Silva de Sousa đã từng chơi cho Vegalta Sendai.